# Bentazepam
El bentazepam, también denominado tiadipona, y vendido en España bajo la marca Tiadipona por Abbott Laboratories, es una benzodiazepina que posee actividad hipnótica, anticonvulsivante y ansiolítica. Está indicado en el tratamiento de la histeria, inquietud, temor, nerviosismo, incertidumbre, tensión, irritabilidad y el trastorno afectivo bipolar. El bentazepam está en presentaciones de 25 mg, se ha establecido que al igual que todas las benzodiacepinas. El Bentazepam produce dependencia, por lo que la suspensión del tratamiento debe ser minimizada en dosis pequeñas, por el riesgo de ataques convulsivos o de ansiedad si se suspende bruscamente el medicamento.

## Mecanismo de acción
El Bentazepam actúa incrementando la actividad del ácido gamma-aminobutírico (GABA), un neurotransmisor inhibidor que se encuentra en el cerebro, al facilitar su unión con el receptor GABA-érgico. Posee actividad hipnótica, anticonvulsivante, sedante, relajante muscular y amnésica.

## Dependencia
El uso de benzodiacepinas puede conducir a una dependencia. Al cesar la administración pueden aparecer inquietud, ansiedad, insomnio, falta de concentración, dolor de cabeza y sofoco. No se recomienda, en general, interrumpir bruscamente la medicación sino reducir gradualmente la dosis, de acuerdo con las instrucciones del médico.